# Scotinella thurstoni
Espèce
Scotinella thurstoni est une espèce d'araignées aranéomorphes de la famille des Phrurolithidae.

## Distribution
Cette espèce est endémique des États-Unis. Elle se rencontre au Mississippi et en Louisiane.

## Description
La femelle holotype mesure 1,91 mm.

## Systématique et taxinomie
Cette espèce a été décrite par Platnick et Chamé-Vázquez en 2024.

## Étymologie
Cette espèce est nommée en l'honneur de Steve Thurston.

## Publication originale
- Platnick & Chamé-Vázquez, 2024 : « The guardstone spiders of the genus Scotinella (Araneae: Phrurolithidae) in the southeastern United States. » Zootaxa, no 5428(3), p. 301-350.